# 群马大学医疗技术短期大学部
群马大学医疗技术短期大学部（日语：／ Gunma Daigaku Iryōgijutsu Tanki Daigaku *），简称医短，是过去一所位于日本群马县前桥市的国立短期大学。

## 概要

### 简介
- 学校最早可以追溯到1944年[1]。短期大学为于1978年开办[1]、由群马大学经营。招生到1996年、停办于2000年[2]。为男女同校。

### 历史
- 1978年 群马大学医疗技术短期大学部成立并同时设置一个学科即护理学科[1]。
- 1979年 卫生技术科成立[2]。
- 1982年 助产学特別专攻成立于专科[3]。
- 1984年 两个学科成立、以下列举[2]。
  - 物理治疗学科[注 2]
  - 职能治疗学科[注 3]
- 1996年 招生最后、次年停止招生（正式停办于2000年3月31日[2]）。

## 学校环境
- 校区：在了群马县前桥市[注 1]

## 历任校长
- 畑敏雄：第一代短期大学校长[4]。

## 组织

### 学科
- 护理学科
- 卫生技术学科
- 物理治疗学科[注 2]
- 职能治疗学科[注 3]

### 专科
| - 助产学特別专攻 |

### 业余课程
| - 没有 |

## 相关链接
- 日本短期大学列表